# Gogets
The Gogets ist eine Rockband aus Wien.

## Geschichte

### Die frühen Jahre 2003 bis 2012
Im Jahr 2003 gründeten Christopher Czink und Dominik Wlazny The Gogets. In den folgenden Jahren durch Gregor Schmidt und Christoph Wiesinger komplettiert, fanden die ersten Auftritte statt. Im Verlauf der folgenden Jahre tourte die Band durch entlegene Länder, wie Malaysia, Singapur und das europäische Ausland. Es folgten Festivalauftritte auf dem Novarock und dem Frequency Festival, ein Interview im Rolling Stone, sowie gemeinsame Konzerte mit Flogging Molly, Donots, The Prodigy, Beatsteaks und vielen mehr. Nachdem EMI Japan eine Coverversion von ABBAs Song Dancing Queen auf einer ihrer Compilations veröffentlichte, strahlte der Fernsehsender TV3 aus Malaysia einen Bericht über The Gogets aus.

### Gained Noise2012 bis heute
Gemeinsam mit Flo V. Schwarz, dem Inhaber von Hamburg Records, produzierten sie im Verlauf des Jahres 2012 das Debütalbum Gained Noise, welches im deutschsprachigen Raum auch über Hamburg Records vertrieben wird. Der Titeltrack wurde im Frühjahr 2014 veröffentlicht und belegte in der ersten Woche Platz 6 der Deutschen Alternative Charts, in der Folgewoche Platz 3. Das Album sowie die zweite Single Better Safe Than Sorry wurde im Sommer veröffentlicht. Der Videoclip zur Single wurde im Schloss Keszthely im Ungarn gedreht. Auch die zweite Singleauskopplung schaffte den Sprung bis auf Platz 2 der deutschen Alternative Charts.
Das Rock Hard nennt die Band anlässlich des Albums „potente Hit-Kandidaten“, Visions nennt sie „druckvoll, spielfreudig und mitreißend“. Nach Festivalauftritten im In- und Ausland tourte die Band im selben Jahr in Russland und Italien und bestritt ihre Jahres-Abschlusstour mit Marathonmann durch Deutschland, Österreich und die Schweiz.
2014 beteiligten sich The Gogets am Kein-Bock-auf-Nazis-Sampler, welcher mit einer Auflage von 30.000 Stück verteilt wurde, neben Bands wie Die Toten Hosen, Die Ärzte und mehr.

## Diskografie

### Alben
- 2014: Gained Noise (Hamburg Records / Sony Music in G/A/S)

### Demos
- 2003: The End Justifies the Means
- 2004: 100% Punkrock
- 2005: World War Three
- 2008: Narcotic Views of Life